# Pieśni Marka Grechuty do słów Tadeusza Nowaka
Pieśni Marka Grechuty do słów Tadeusza Nowaka – szósty album Marka Grechuty wydany przez wytwórnię płytową Pronit (Pronit SX 1867) w 1979 roku.

## Wersja oryginalna z 1979 roku
1. Stoją gorzkie pagórki (muz. Marek Grechuta, sł. Tadeusz Nowak)
2. Gdzie ty jesteś (muz. Marek Grechuta, sł. Tadeusz Nowak)
3. Nie wiem o trawie (muz. Marek Grechuta, sł. Tadeusz Nowak)
4. Wody są czyste (muz. Marek Grechuta, sł. Tadeusz Nowak)
5. Bolą mnie nogi (muz. Marek Grechuta, sł. Tadeusz Nowak)
6. Za lasami, za wodami (muz. Marek Grechuta, sł. Tadeusz Nowak)
7. Spił się mój anioł (muz. Marek Grechuta, sł. Tadeusz Nowak)
8. Pod ubogie niebo (muz. Marek Grechuta, sł. Tadeusz Nowak)
9. W małym miasteczku (muz. Marek Grechuta, sł. Tadeusz Nowak)
10. Szła jedwabiem osobnym (muz. Marek Grechuta, sł. Tadeusz Nowak)
11. O Magdaleno (muz. Marek Grechuta, sł. Tadeusz Nowak)
12. Żebrak bo żebrze (muz. Marek Grechuta, sł. Tadeusz Nowak)
13. Królowie, królowie (muz. Marek Grechuta, sł. Tadeusz Nowak)
14. Chcę być pomylony (muz. Marek Grechuta, sł. Tadeusz Nowak)
15. Matko naturo (muz. Marek Grechuta, sł. Tadeusz Nowak)
16. Dzieciństwo moje (muz. Marek Grechuta, sł. Tadeusz Nowak)

W nagraniach wzięli udział:
- Marek Grechuta (śpiew, recytacja, fortepian)
- Teresa Iwaniszewska-Haremza (śpiew)
- Magda Umer (śpiew)
- Marian Opania (śpiew, recytacja)
- Chór Madrygalistów PWSM w Poznaniu
- Orkiestra Studentów Akademii Muzycznej w Warszawie

- Wojciech Kowalewski (perkusja)
- Mieczysław Mazurek (obój)
- Adam Moszumański (gitara basowa)
- Jerzy Wysocki (gitara akustyczna)
- Jan Baytel (flet piccolo)
- Wojciech Węgliński (fortepian)
- Zdzisław Świerczyński (instrumenty perkusyjne)
- Wojciech Kowalewski (instrumenty perkusyjne)

Wybrane fragmenty pochodzą z widowiska „Zapach łamanego chleba”, którego premiera odbyła się na Wiośnie Estradowej 1979 w Poznaniu

## Wersja rozszerzona z 2001 roku
W antologii Świecie nasz oryginalna płyta została wzbogacona o 11 dodatkowych utworów.
1. Pieśń kronika (muz. Katarzyna Gärtner, sł. Ernest Bryll)
2. Nie dotykaj dzikich róż (muz. Marek Grechuta, sł. Wiesław Dymny)
3. Prom na Wiśle pod Tyńcem (muz. i sł. Marek Grechuta)
4. Super ekspres (muz. i sł. Marek Grechuta)
5. Historia pewnej podróży (muz. i sł. Marek Grechuta)
6. Białe litery (muz. Marek Grechuta, sł. Leszek Aleksander Moczulski)
7. Bo po to są (muz. i sł. Marek Grechuta)
8. Muza pomyślności (muz. i sł. Marek Grechuta)
9. Głos (muz. Marek Grechuta, sł. Aleksander Błok)
10. Gdzie mieszkasz nocy (muz. Marek Grechuta, sł. Leszek Aleksander Moczulski)
11. Na szarość naszych nocy (muz. Marek Grechuta, sł. Leszek Aleksander Moczulski)

(17)
Nagranie pochodzi z oratorium Zagrajcie nam dzisiaj wszystkie srebrne dzwony (PN Muza SXL 1228, 1975)
(18-21)
Nagrania radiowe Programu III Polskiego Radia zarejestrowane w marcu 1979 roku
(22-23)
Nagrania radiowe Radio Katowice zarejestrowane w 1980 roku
Aranżacja: Zbigniew Preisner
(24-25)
Nagrania z singla Tonpress S-128 (1978)
(26-27)
Utwory pochodzą z poematu obrzędowego Leszka A. Moczulskiego „Exodus”, którego premiera odbyła się w 1974 roku.
Nagrania z albumu „Songi Teatru STU” (PN Muza – SX 1610)

## Ekipa
- Reżyser nagrania: Witold Trenkler
- Operator dźwięku: Janina Słotwińska
- Ilustracja na okładce według Jean Colombe’a: Barbara Górska
- Projekt graficzny: Tadeusz Kalinowski

## Wydania
- 1979 – Pronit (LP)
- 2001 – EMI Music Poland (CD)
- 2001 – EMI Music Poland (CD, box Świecie nasz)
- 2005 – EMI Music Poland (koperta, box Świecie nasz)